# Thaumastoderma cantacuzeni
Thaumastoderma cantacuzeni is een buikharige uit de familie Thaumastodermatidae. Het dier komt uit het geslacht Thaumastoderma. Thaumastoderma cantacuzeni werd in 1958 voor het eerst wetenschappelijk beschreven door Lévi. 